# جيسي جاكسون

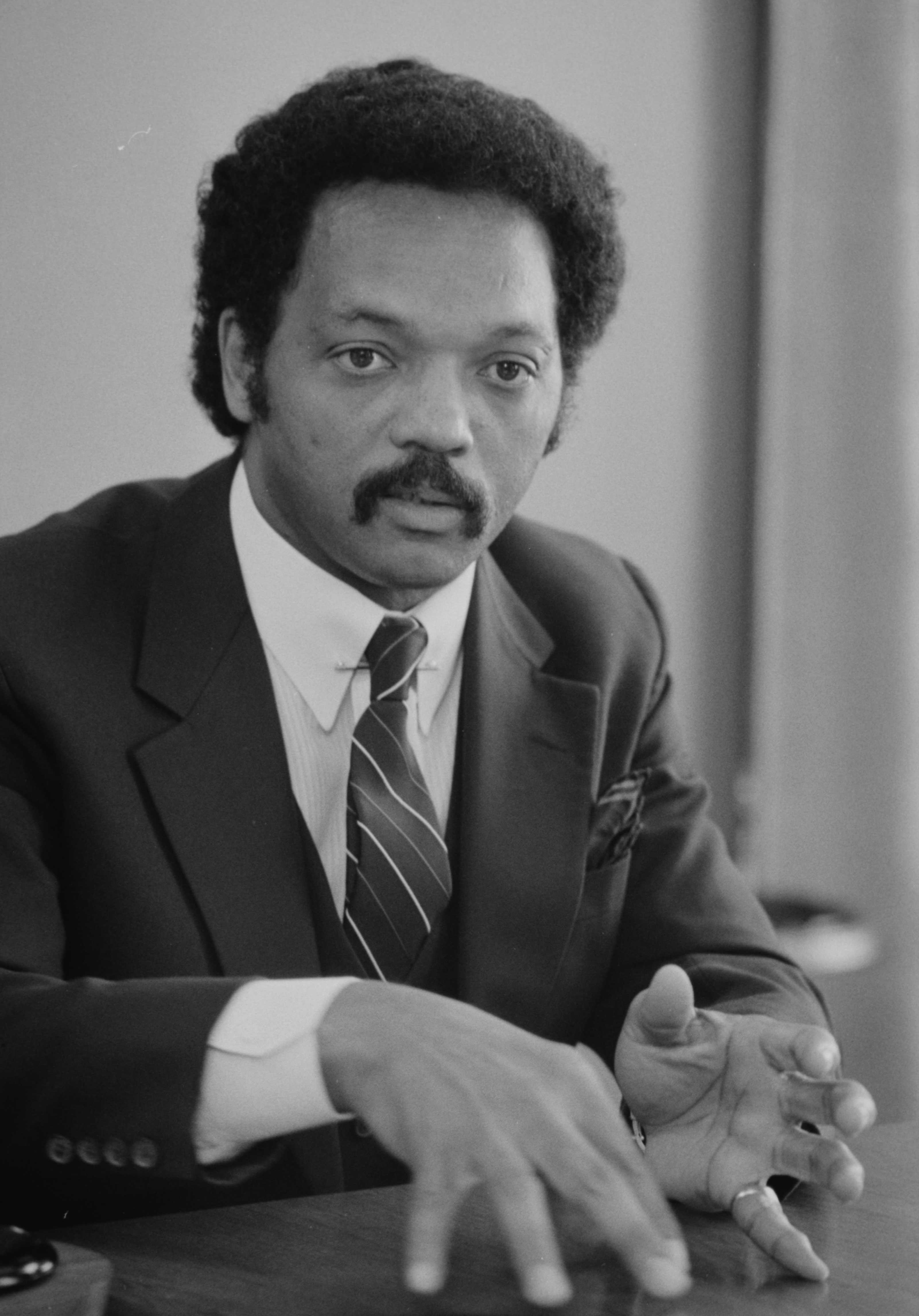
جيسي جاكسون في عام 1983.

جيسي لويس جاكسون (بالإنجليزية: Jesse Louis Jackson؛ ولد في 8 أكتوبر 1941) أحد الدعاة النشطين الذين طالبوا بالحقوق المدنية للسود في الولايات المتحدة، وزعيم سياسي، وقس تعميد. وكان مرشحًا في انتخابات الرئاسة الديمقراطية في عامي 1984، و 1988. ركز جاكسون اهتمامه في حملتي ترشيحه على مشكلات السود والأقليات الأخرى. وركز في حملته لعام 1988، بصفة خاصة على المشكلات الاقتصادية لمزارعي الولايات المتحدة، وكل ما هو متعلق بالطبقة العمالية. كما بذل جاكسون جهوده لتسجيل المزيد من الناخبين السود وزيادة تمثيل الأقليات في المؤتمرين القوميين في عامي 1984، و 1988، للحزب الديمقراطي. وقد فشل جاكسون في الفوز بالترشيح للرئاسة في كلا المؤتمرين. ولكنه اكتسب شهرة باعتباره واحدًا من أعظم الخطباء المؤثرين في السياسة الأمريكية.
ولد جاكسون في جرينفيل بكارولينا الجنوبية. وتخرج في جامعة ولاية كارولينا الشمالية الزراعية والفنية. وأَولى اهتمامه للمعهد اللاهوتي في شيكاغو، وحصل على درجة الماجستير في اللاهوت في عام 2000. وعمل جاكسون في الفترة من 1966 حتى 1971، مدير تشغيل لإحدى المناطق المنتجة للحبوب، وهي تعد اليد الاقتصادية لمؤتمر القيادة النصرانية الجنوبية. واستطاع وهو يقوم بهذا الدور أن يقنع كثيرًا من الشركات المملوكة للبيض، بتوظيف السود وبيع منتجات الشركات المملوكة للسود. وأسس جاكسون في شيكاغو عام 1971 منظمة الشعب المتحد لخدمة الإنسانية، وهي منظمة تكرس جهودها لدعم السود اقتصاديًا. بدأ جاكسون في عام 1976، مشروعًا يسمى بوش من أجل المتفوقين، وهو برنامج مخصص لمساعدة الطلاب السود حتى يحصلوا على تعليم أفضل.
سافر جاكسون في عام 1984، إلى سوريا، واستطاع أن يفرج عن ملاح جوي أمريكي مأسور برتبة ملازم بحري، واسمه روبرت جودمان، أسقطت القوات السورية طائرته في لبنان أثناء الحرب عام 1983، كما زار جاكسون في عام 1984، كوبا، وتمكن من إطلاق سراح 22 أمريكيًا و 26 كوبيًا، كانوا محتجزين في السجن. وفي عام 1990 ساعد في إطلاق سراح بعض الأمريكيين كانت قد احتجزتهم السلطات العراقية. وقد عزز دوره في هذه المساعي سمعته زعيمًا أمريكيًا أسود. حاز جاكسون ميدالية سبنجارن لإنجازاته السياسية ودفاعه عن الحقوق المدنية. وبين عامي 1990 و1996، اختير لمجلس الشيوخ عضوًا غير منتخب عن ولاية كولومبيا وهو منصب غير مدفوع الأجر ولا يتحمل شاغله أعباء تشريعية محددة إلا أنه يعمل ضمن فريق ضغط المصلحة (اللوبي) الذي يخدم ولاية كولومبيا. وفي عام 1999، نجح جاكسون في إطلاق سراح ثلاثة جنود أمريكيين تم أسرهم في يوغوسلافيا.
تأثرت سمعته في عام 2001، بعد أن اعترف بأنه أب لطفل غير شرعي أنجبه في عام 1999.

## وصلات خارجية
- جيسي جاكسون على موقع IMDb (الإنجليزية)
- جيسي جاكسون على موقع الموسوعة البريطانية (الإنجليزية)
- جيسي جاكسون على موقع مونزينجر (الألمانية)
- جيسي جاكسون على موقع ميوزك برينز (الإنجليزية)
- جيسي جاكسون على موقع ميوزك برينز (الإنجليزية)
- جيسي جاكسون على موقع إن إن دي بي (الإنجليزية)
- جيسي جاكسون على موقع ديسكوغز (الإنجليزية)
- جيسي جاكسون على موقع قاعدة بيانات الفيلم (الإنجليزية)

- جيسي جاكسون - الذي أبقى الأمل حيا
- اقتباسات
- تسجيل صوتي ونص لخطبة المؤتمر الوطني الديمقراطي عام 1984
- تسجيل صوتي ونص لخطبة المؤتمر الوطني الديمقراطي عام 1988